# Van Cauter-Magniflex-de Gribaldy
Van Cauter-Magniflex-de Gribaldy war ein belgisches Radsportteam, welches nur 1972 bestand.

## Geschichte
Das Team wurde 1972 von Guillaume Driessens und Carlo Menicagli gegründet. Neben den Siegen konnte das Team zweite Plätze beim Grand Prix  Pino Cerami, beim Gran Premio Industria e Commercio di Prato, beim Giro di Toscana, Platz 3 bei Paris-Tours sowie den sechsten Platz bei der Tour de France erreichen. Nach der Saison 1972 löste sich das Team auf und Carlo Menicagli wechselte mit einigen Fahrern zum Team Magniflex.
Sponsoren waren ein belgisches Unternehmen für Spielautomaten, welches vom ehemaligen Radprofi Emiel Van Cauter gegründet wurde, dem italienischen Matratzenhersteller Magniflex und der französischen Radhersteller de Gribaldy.

## Erfolge
1972
- eine Etappe Tour de France
- eine Etappe Giro d’Italia
- eine Etappe Vuelta a España
- Gesamtwertung und fünf Etappen Portugal-Rundfahrt
- Gesamtwertung und eine Etappe Tour de la Nouvelle-France
- Grosser Preis des Kantons Aargau
- eine Etappe Tirreno–Adriatico
- Omloop Vlaamse Scheldeboorden
- Grote 1-MeiPrijs

## Grand-Tour-Platzierungen
| Grand Tour            | 1972 |
| --------------------- | ---- |
| Vuelta a EspañaVuelta | 40   |
| Giro d’ItaliaGiro     | 24   |
| Tour de FranceTour    | 6    |

## Bekannte ehemalige Fahrer
- Joaquim Agostinho (1972)
- Willy De Geest (1972)
- Mariano Martínez (1972)
- Georges Pintens (1972)
- André Poppe (1972)
- Arthur Van De Vijver (1972)
- Rik Van Linden (1972)